# Ida Tenglerová
Ida Tenglerová (* 1974 Praha) je farářkou Českobratrské církve evangelické (ČCE).

## Život
Vyrůstala v jarovském a kobyliském sboru Českobratrské církve evangelické. V závěru vysokoškolského studia teologie nastoupila na předepsanou praxi, tzv. vikariát, do sboru v Novém Městě na Moravě. Působila zde od 1. října 2001 do 30. září 2002. Po jeho úspěšném skončení byla 20. října 2002 tehdejším synodním seniorem Pavlem Smetanou v Třebechovicích pod Orebem ordinována na kazatelku ČCE.
Na svůj první sbor nastoupila 1. října 2002 do Zábřeha a působila zde do 30. září 2007. Poté počínaje 1. zářím 2012 dělala rok farářku v jimramovském sboru. Od 1. říjnem 2013 byla ve sboru v Novém Městě na Moravě. Během srpna roku 2017 odešla jako farářka do sboru Skotské církve ve městě Thurso ležící ve Spojeném království, kde působila do konce roku 2018.
Po návratu ze Spojeného království byla od 1. září 2019 po dobu jednoho roku farářkou v Rovečném. Od začátku září 2020 je pak kazatelkou ve sborech v Olešnici a současně v Prosetíně.